# انتفاضة بلاد الرافدين (1906)
كانت انتفاضة بلاد ما بين النهرين عام 1906 ثورة لقبائل بلاد ما بين النهرين في الإمبراطورية العثمانية وقد حدثت بسبب رفض الحكومة العثمانية السماح بهدنة لمدة 10 أيام للتحقيق في خسائر البعثة اليمنية عام 1905. شهدت الانتفاضة منعًا للملاحة من القبائل عبر نهر دجلة.